# Brønnøy
Brønnøy es un municipio de la provincia de Nordland, Noruega. Cuenta con una población de 7934 habitantes (censo de enero de 2015) y una superficie de 1039 km². Tiene una naturaleza variada con islotes y montañas numerosas y algunas áreas agrícolas fértiles. Al sudoeste se encuentra Torghatten, una montaña famosa por el gran agujero que la atraviesa.
El centro administrativo y comercial es Brønnøysund. Un centro secundario es Hommelstø.